# Hagoita

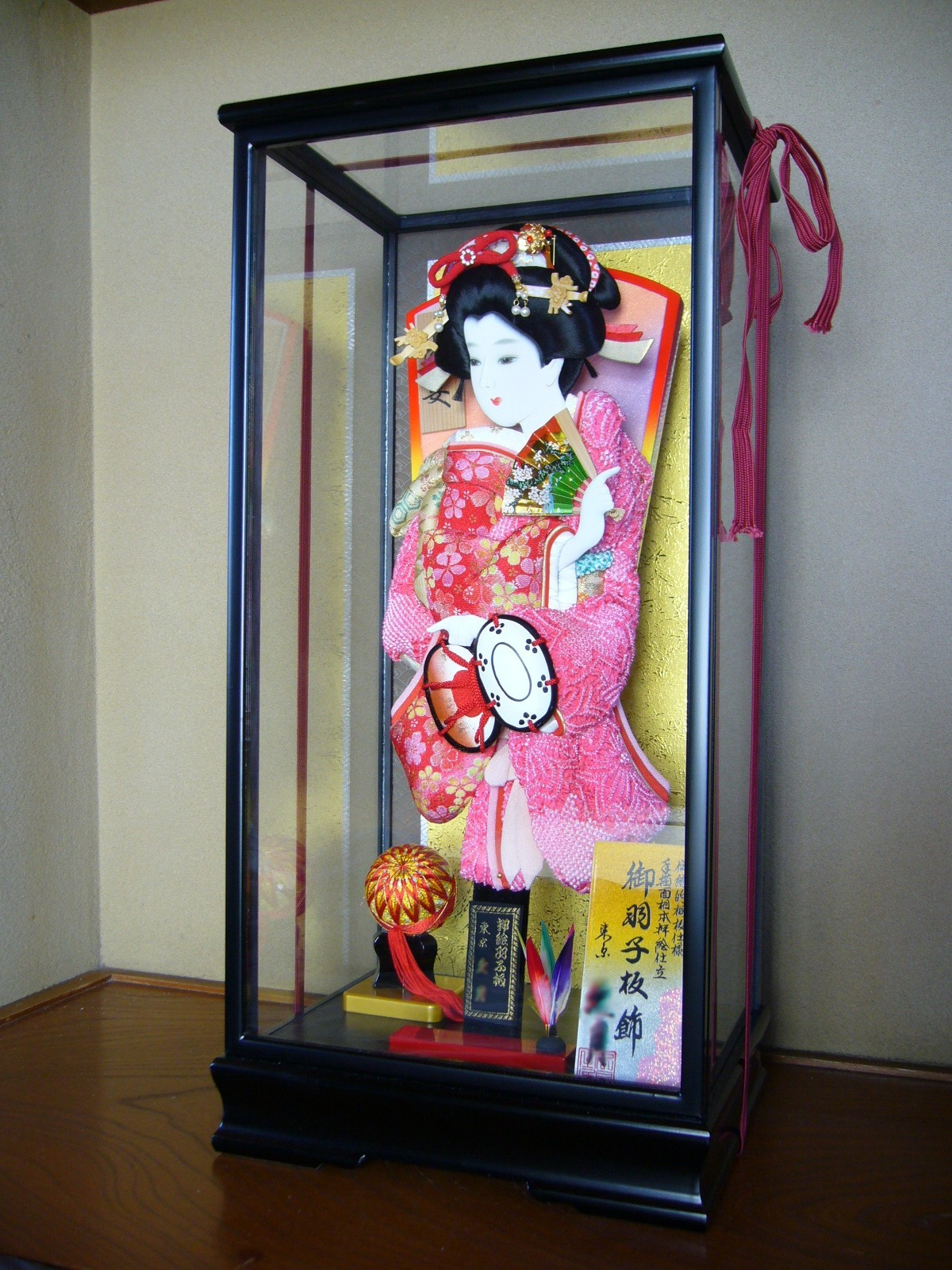
Hagoita-kazari

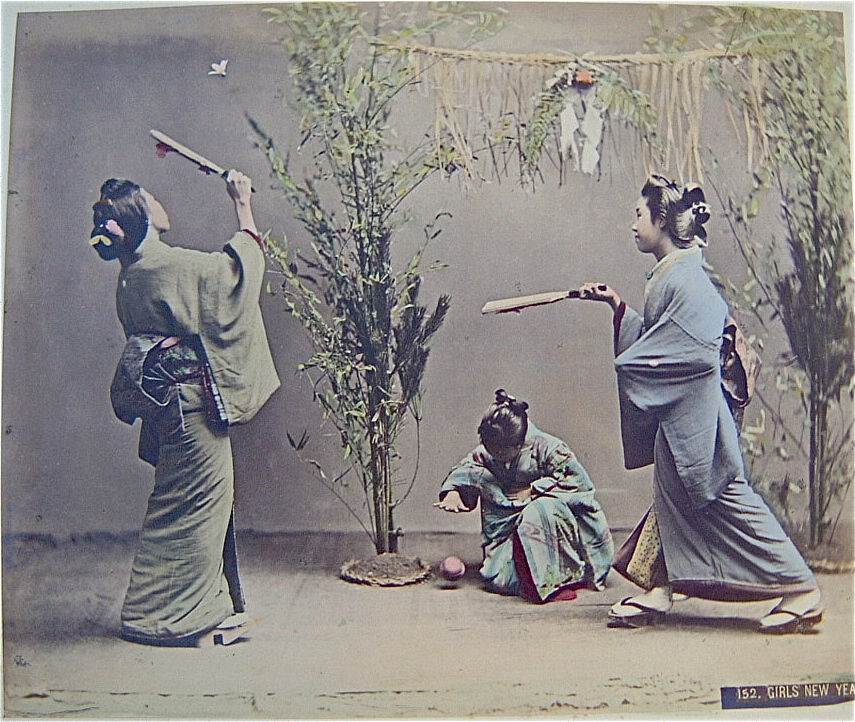
Mädchen beim Hanetsuki-Spiel mit Hagoita-Schlägern. Kolorierte Fotografie von Kusakabe Kimbei

Eine Hagoita (japanisch 羽子板 „Federbrett“) ist ein japanischer Schläger aus Holz, der ursprünglich zum Spielen von Hanetsuki  (羽根突き) diente, einem dem Federball ähnlichen Spiel, das zum japanischen Neujahr oft von Mädchen gespielt wurde.
Während der Edo-Zeit wurden aufwändig geschmückte Hagoita (羽子板飾り Hagoita-kazari) zur Feier der Geburt eines Mädchens verschenkt, woraus der Brauch entstand, zu Neujahr Familien, die ein Mädchen bekommen haben, mit einem solchen Hagoita als Glücksbringer zu beschenken.
Inzwischen ist die Hagoita zu einem reinen Kunstgegenstand geworden, auf dem gemalte oder aus feinen Stoffen gearbeitete Abbilder von Personen (Kabuki-Schauspielern, Sportler usw.) bzw. fiktiven (Anime-)Figuren dargestellt sind.
Jedes Jahr veranstaltet der Tempel Sensō-ji in Tokio vor Neujahr den traditionellen „Hagoita-Markt“ (羽子板市 Hagoita Ichi), auf dem eine Vielzahl angeboten werden.

## Ausstellung
- 2014: Stoffkunst, Hessisches Puppenmuseum, Hanau-Wilhelmsbad.[2]